# Glukan 1,4-a-glukozidaza
Glukan 1,4-a-glukozidaza (EC 3.2.1.3, glukoamilaza, amiloglukozidaza, gama-amilaza, lizozomalna alfa-glukozidaza, kiselinska maltaza, ekso-1,4-alfa-glukozidaza, glukozna amilaza, gama-1,4-glukanska glukohidrolaza, kiselinska maltaza, 1,4-alfa-D-glukanska glukohidrolaza) je enzim sa sistematskim imenom 4-alfa-D-glukan glukohidrolaza. Ovaj enzim katalizuje sledeću hemijsku reakciju
hidroliza terminalnih (1->4)-vezanih alfa-D-glukoznih ostataka sukcesivno sa neredukujućih krajeva lanaca uz oslobađanje beta-D-glukoza
Većina formi ovog enzima brzo hidrolizuje 1,6-alfa-D-glukozidne veze.

## Literatura
- Nicholas C. Price; Lewis Stevens (1999). Fundamentals of Enzymology: The Cell and Molecular Biology of Catalytic Proteins (Third изд.). USA: Oxford University Press. ISBN 019850229X.
- Eric J. Toone (2006). Advances in Enzymology and Related Areas of Molecular Biology, Protein Evolution (Volume 75 изд.). Wiley-Interscience. ISBN 0471205036.
- Branden C; Tooze J. Introduction to Protein Structure. New York, NY: Garland Publishing. ISBN 0-8153-2305-0.
- Irwin H. Segel. Enzyme Kinetics: Behavior and Analysis of Rapid Equilibrium and Steady-State Enzyme Systems (Book 44 изд.). Wiley Classics Library. ISBN 0471303097.
- William P. Jencks (1987). Catalysis in Chemistry and Enzymology. Dover Publications. ISBN 0486654605.

## Spoljašnje veze
- Glucan+1,4-alpha-glucosidase на 